# 24526 Desai
24526 Desai (tên chỉ định: 2001 CA5) là một tiểu hành tinh vành đai chính. Nó được phát hiện bởi dự án Nghiên cứu tiểu hành tinh gần Trái Đất Lincoln ở Socorro, New Mexico, ngày 1 tháng 2 năm 2001. Nó được đặt theo tên Kshitij A. Desai, an American high school student whose medicine và health sciences project won second place ở the 2008 Giải thưởng Khoa học và Kỹ thuật Intel.